# Frankie (film)
Frankie is een Frans-Portugese dramafilm uit 2019 onder regie van Ira Sachs. De hoofdrollen worden vertolkt door Isabelle Huppert, Marisa Tomei, Brendan Gleeson, Greg Kinnear en Jérémie Renier.

## Verhaal
Frankie, een bekende Franse actrice, heeft nog maar enkele maanden te leven. Om die reden besluit ze haar laatste vakantie met haar grote familie door te brengen in Sintra (Portugal). Ondanks de pittoreske locatie worstelen de aanwezige familieleden met uiteenlopende liefdes-, huwelijks- en geldproblemen.

## Rolverdeling
| Acteur           | Personage |
| ---------------- | --------- |
| Isabelle Huppert | Frankie   |
| Marisa Tomei     | Irene     |
| Greg Kinnear     | Gary      |
| Jérémie Renier   | Paul      |
| Brendan Gleeson  | Jimmy     |
| Ariyon Bakare    | Ian       |
| Carloto Cotta    | Tiago     |
| Pascal Greggory  | Michel    |
| Sennia Nenua     | Maya      |
| Vinette Robinson | Sylvia    |

## Productie
In februari 2018, tijdens het internationaal filmfestival van Berlijn, raakte bekend dat regisseur Ira Sachs voor zijn volgende film zou samenwerken met onder meer Isabelle Huppert, Marisa Tomei, Greg Kinnear en Jérémie Renier. In september 2018 onthulde producent Saïd Ben Saïd via Twitter dat ook Brendan Gleeson, Vinette Robinson, Ariyon Bakare en Pascal Greggory deel uitmaakten van de cast. De opnames gingen op 1 oktober van start in Sintra (Portugal). Het familiedrama heette aanvankelijk A Family Vacation, maar die titel werd later veranderd in Frankie.
Eind april 2019 werden onder meer de Amerikaanse distributierechten verkocht aan Sony Pictures Classics. De film ging op 20 mei 2019 in première op het filmfestival van Cannes.